# Típuskonverzió
A számítástechnikában a típuskonverzió (type conversion), a típusváltás (type casting),  a típuskényszerítés (type coercion) és a típus-zsonglőrködés (type juggling) különböző módjai egy kifejezés megváltoztatásának egyik adattípusról egy másikra. Ilyen például egy egész szám értékének lebegőpontos értékké történő átalakítása vagy szöveges ábrázolása karakterláncként, és fordítva. A típuskonverziók kihasználhatják a típushierarchiák vagy adatreprezentációk bizonyos jellemzőit. A típuskonverzió két fontos szempontja az, hogy implicit (automatikus) vagy explicit módon történik-e, és hogy az alapul szolgáló adatreprezentáció egyik reprezentációból egy másikba kerül-e át, vagy egy adott reprezentációt csupán egy másik adattípus reprezentációjaként értelmezünk át. Általában mind a primitív, mind az összetett adattípusok konvertálhatók.
Minden programozási nyelvnek megvannak a saját szabályai arra vonatkozóan, hogy a típusok hogyan konvertálhatók. Az erős tipizálású nyelvek jellemzően kevés implicit konverziót végeznek, és elriasztják a reprezentációk újraértelmezését, míg a gyenge tipizálású nyelvek sok implicit konverziót végeznek az adattípusok között. A gyengén típusos nyelvek gyakran lehetővé teszik, hogy a fordítót arra kényszerítsék, hogy egy adatelemet önkényesen úgy értelmezzen, hogy különböző reprezentációkkal rendelkezik — ez lehet egy nem nyilvánvaló programozási hiba, vagy egy technikai módszer a mögöttes hardver közvetlen kezelésére.
A legtöbb nyelvben a kényszerítés (coercion) szót használják az implicit konverzípuskonverzióió jelölésére, akár a fordítás, akár a futás során. Például egy olyan kifejezésben, amelyben egész és lebegőpontos számok keverednek (például 5 + 0,1), a fordító automatikusan átalakítja az egész számok ábrázolását lebegőpontos ábrázolásra, hogy a törtek ne vesszenek el. Az explicit típuskonverziókat vagy további kód írásával (pl. típusazonosítók hozzáadásával vagy beépített rutinok hívásával), vagy a fordító által használt konverziós rutinok kódolásával jelezzük, amikor egyébként típuseltérés esetén megállna.
A legtöbb ALGOL-szerű nyelvben, például a Pascalban, a Modula-2-ben, az Adában és a Delphiben a conversion és a casting egymástól jelentősen eltérő fogalmak. Ezekben a nyelvekben a konverzió arra utal, hogy egy értéket implicit vagy explicit módon átváltoztatunk egy adattípus tárolási formátumáról egy másikra, például egy 16 bites egész számot 32 bites egész számra. A konverzió eredményeképpen a tárolási igények megváltozhatnak, beleértve a pontosság esetleges csökkenését vagy a csonkítást. A cast szó viszont arra utal, hogy az értéket reprezentáló bitmintázat értelmezését kifejezetten megváltoztatjuk az egyik típusról a másikra. Például 32 egybefüggő bitet lehet 32 elemű Boolean tömbként, 4 bájtos karakterláncként, előjel nélküli 32 bites egész számként vagy IEEE egyszeres pontosságú lebegőpontos értékként kezelni. Mivel a tárolt bitek soha nem változnak, a programozónak ismernie kell az alacsony szintű részleteket, például az ábrázolási formátumot, a bájtsorrendet és az igazítási igényeket, hogy értelmesen tudjon kasztolni.
A C nyelvcsaládban és az ALGOL 68-ban a cast szó jellemzően explicit típuskonverzióra utal (szemben az implicit konverzióval), ami némi kétértelműséget okoz azzal kapcsolatban, hogy ez egy bitmintázat újraértelmezése-e vagy valódi adatreprezentációs konverzió. Ennél fontosabb az a sokféle mód és szabály, amely arra vonatkozik, hogy egy mutató milyen adattípust (vagy osztályt) talál, és hogy a fordító hogyan állíthatja be a mutatót olyan esetekben, mint például az objektum (osztály) öröklés.

## Explicit casting különböző nyelveken

### Ada
Az Ada egy általános Unchecked_Conversion könyvtárfüggvényt biztosít.

### C-szerű nyelvek

#### Implicit típuskonverzió
Az implicit típuskonverzió, más néven coercion vagy type juggling, a fordító által végzett automatikus típuskonverzió. Egyes programozási nyelvek lehetővé teszik a fordítóprogramok számára a kényszerítést; mások megkövetelik azt.
Egy vegyes típusú kifejezésben az egy vagy több altípushoz tartozó adatok szükség szerint futásidőben átalakíthatók egy szupertípussá, hogy a program megfelelően fusson. A következő például legális C nyelvű kód:
```
double
  
d
;

long
    
l
;

int
     
i
;

if
 
(
d
 
>
 
i
)
   
d
 
=
 
i
;

if
 
(
i
 
>
 
l
)
   
l
 
=
 
i
;

if
 
(
d
 
==
 
l
)
  
d
 
*=
 
2
;

```

Bár d, l és i különböző adattípusokhoz tartoznak, minden egyes összehasonlítás vagy hozzárendelés végrehajtásakor automatikusan azonos adattípusokká konvertálódnak. Ezt a viselkedést óvatosan kell használni, mivel nem kívánt következményekkel járhat. A lebegőpontosról egész számra történő átalakításkor adatvesztés következhet be, mivel a lebegőpontos értékek tört összetevői le lesznek csonkítva (nullára kerekítve). Ezzel szemben a pontosság elveszhet az egész számról a lebegőpontosra való átalakítás során, mivel egy lebegőpontos típus nem képes pontosan reprezentálni egy egész szám típus minden lehetséges értékét. Például a 
```
float

```

 lehet egy IEEE 754-es, egyszeres pontosságú típus, amely nem tudja pontosan ábrázolni a 16777217 egész számot, míg egy 32 bites egész szám típus képes erre. Ez nem intuitív viselkedéshez vezethet, amint azt a következő kód mutatja:
```
#include
 
<stdio.h>

int
 
main
(
void
)

{

    
int
 
i_value
   
=
 
16777217
;

    
float
 
f_value
 
=
 
16777216.0
;

    
printf
(
"The integer is: %d
\n
"
,
 
i_value
);

    
printf
(
"The float is:   %f
\n
"
,
 
f_value
);

    
printf
(
"Their equality: %d
\n
"
,
 
i_value
 
==
 
f_value
);

}

```

Az olyan fordítóprogramokon, amelyek a lebegőpontos számokat IEEE egyszeres pontossággal, az int-eket pedig legalább 32 bites pontossággal implementálják, ez a kód ezt a furcsa kiírást fogja eredményezni:
```
The integer is: 16777217
The float is: 16777216.000000
Their equality: 1
```

Vegyük észre, hogy a fenti utolsó sorban az 1 az egyenlőséget jelenti. Ezt a furcsa viselkedést az i_value implicit átalakítása float értékké okozza, amikor f_value értékkel hasonlítjuk össze. A konverzió pontosságvesztést okoz, ami az értékeket az összehasonlítás előtt egyenlővé teszi.
Fontos tanulságok:
1. A float átváltása int értékre csonkítást okoz, azaz a tört rész eltávolítását.
2. A double átváltása float értékre a számjegy kerekítését okozza.
3. long-ból int-be a felesleges magasabb rendű bitek kiesését okozza.

##### Típuspromóció
Az implicit típuskonverzió egyik speciális esete a típuspromóció, amikor egy objektum automatikusan átalakul egy másik adattípussá, amely az eredeti típus szuperhalmazát képviseli. Az előléptetést általában a célplatform aritmetikai-logikai egységének (ALU) natív típusánál kisebb típusoknál használják, az aritmetikai és logikai műveletek előtt, hogy lehetővé tegyék az ilyen műveleteket, vagy hatékonyabbá tegyék, ha az ALU több típussal is képes dolgozni. A C és a C++ a Boolean, a karakter, a széles karakter, a felsorolás és a rövid egész szám típusú objektumok esetében int-re, a float típusú objektumok esetében pedig double-ra léptetik elő. Néhány más típuskonverzióval ellentétben a promóciók soha nem veszítik el a pontosságot, és nem módosítják az objektumban tárolt értéket.
Java-ban:
```
int
 
x
 
=
 
3
;

double
 
y
 
=
 
3.5
;

System
.
out
.
println
(
x
 
+
 
y
);
 
// The output will be 6.5

```

#### Explicit típusátalakítás
Az explicit típuskonverzió, más néven típusváltás (type casting), olyan típuskonverzió, amelyet a programban explicit módon definiálnak (ahelyett, hogy az implicit típuskonverzió esetén automatikusan, a nyelv szabályai szerint történne). Ezt a felhasználó kéri a programban.
```
double
 
da
 
=
 
3.3
;

double
 
db
 
=
 
3.3
;

double
 
dc
 
=
 
3.4
;

int
 
result
 
=
 
(
int
)
da
 
+
 
(
int
)
db
 
+
 
(
int
)
dc
;
 
// result == 9

// if implicit conversion would be used (as with "result = da + db + dc"), result would be equal to 10

```

Többféle explicit konverzió létezik.
checkedA konverzió végrehajtása előtt futásidejű ellenőrzés történik, hogy a céltípus képes-e megtartani a forrásértéket. Ha nem, akkor hibaállapot lép fel.
uncheckedNem történik ellenőrzés. Ha a céltípus nem tudja tárolni a forrásértéket, az eredmény nem meghatározott.
bit patternA forrás nyers bitreprezentációja szó szerint átmásolásra kerül, és a céltípusnak megfelelően újraértelmezésre kerül. Ez aliasing segítségével is megvalósítható.
Az objektumorientált programozási nyelvekben az objektumokat lefelé is lehet kasztolni (downcast) : egy bázisosztály hivatkozása a származtatott osztályok egyikére castolható.

### C# és C++
A C# nyelvben a típuskonverzió történhet biztonságos vagy nem biztonságos (azaz C-szerű) módon, az előbbit ellenőrzött típuskonverziónak nevezzük.
```
Animal
 
animal
 
=
 
new
 
Cat
();

Bulldog
 
b
 
=
 
(
Bulldog
)
 
animal
;
  
// if (animal is Bulldog), stat.type(animal) is Bulldog, else an exception

b
 
=
 
animal
 
as
 
Bulldog
;
         
// if (animal is Bulldog), b = (Bulldog) animal, else b = null

animal
 
=
 
null
;

b
 
=
 
animal
 
as
 
Bulldog
;
         
// b == null

```

C++-ban hasonló hatás érhető el a C++ stílusú cast szintaxissal.
```
Animal
*
 
animal
 
=
 
new
 
Cat
;

Bulldog
*
 
b
 
=
 
static_cast
<
Bulldog
*>
(
animal
);
 
// compiles only if either Animal or Bulldog is derived from the other (or same)

b
 
=
 
dynamic_cast
<
Bulldog
*>
(
animal
);
         
// if (animal is Bulldog), b = (Bulldog*) animal, else b = nullptr

Bulldog
&
 
br
 
=
 
static_cast
<
Bulldog
&>
(
*
animal
);
 
// same as above, but an exception will be thrown if a nullptr was to be returned

                                              
// this is not seen in code where exception handling is avoided

delete
 
animal
;
 
// always free resources

animal
 
=
 
nullptr
;

b
 
=
 
dynamic_cast
<
Bulldog
*>
(
animal
);
         
// b == nullptr

```

### Eiffel
Az Eiffelben a típuskonverzió fogalma beépült a típusrendszer szabályaiba. A hozzárendelési szabály azt mondja ki, hogy egy hozzárendelés, mint pl:
```
x
 
:=
 
y

```

akkor és csak akkor érvényes, ha a forráskifejezésének típusa, ebben az esetben y, kompatibilis a célentitás típusával, ebben az esetben x-szel. Ebben a szabályban a kompatibilis azt jelenti, hogy a forráskifejezés típusa vagy megfelel a céltípus típusának, vagy átalakul a céltípus típusává. A típusok konformitását az objektumorientált programozásban a polimorfizmus ismert szabályai határozzák meg. Például a fenti hozzárendelésben y típusa megfelel x típusának, ha az osztály, amelyen y alapul, leszármazottja annak az osztálynak, amelyen x alapul.

#### A típusátalakítás definíciója az Eiffelben
Az Eiffelben a típuskonverzió műveletei, konkrétan a converts to és converts from a következőképpen vannak definiálva:

Egy CU osztályon alapuló típus átalakul egy CT osztályon alapuló T típussá (és T alakítja át U-ból), ha valamelyik
CT rendelkezik egy konverziós eljárással, amely U-t használ konverziós típusként, vagy
A CU rendelkezik egy konverziós lekérdezéssel, amely a T-t konverziós típusként sorolja fel.

#### Példa
Az Eiffel teljes mértékben kompatibilis a Microsoft .NET Framework nyelvével. A .NET fejlesztése előtt az Eiffel már kiterjedt osztálykönyvtárakkal rendelkezett. A .NET típuskönyvtárak használata, különösen az olyan gyakran használt típusok esetében, mint a karakterláncok, konverziós problémát jelent. A meglévő Eiffel szoftverek az Eiffel könyvtárak string osztályait (például STRING_8) használják, de a .NET-re írt Eiffel szoftvereknek sok esetben a .NET string osztályt (System.String) kell használniuk, például olyan .NET metódusok hívásakor, amelyek .NET típusú elemeket várnak el argumentumként. Ezért ezeknek a típusoknak az oda-vissza konverziójának a lehető legzökkenőmentesebbnek kell lennie.
```
    
my_string
:
 
STRING_8
                 
-- Native Eiffel string

    
my_system_string
:
 
SYSTEM_STRING
     
-- Native .NET string

        
...

            
my_string
 
:=
 
my_system_string

```

A fenti kódban két karakterlánc van deklarálva, egy-egy különböző típusú (a SYSTEM_STRING az Eiffel-konform alias a System.String számára). Mivel a System.String nem felel meg a STRING_8-nak, ezért a fenti hozzárendelés csak akkor érvényes, ha a System.String átalakul STRING_8-ra.
Az Eiffel STRING_8 osztály rendelkezik egy konverziós eljárással make_from_cil a System.String típusú objektumok számára. A konverziós eljárásokat mindig létrehozási eljárásoknak is nevezzük (a konstruktorokhoz hasonlóan). Az alábbiakban a STRING_8 osztály egy részletét mutatjuk be:
```
    
class
 
STRING_8

        
...

    
create

        
make_from_cil

        
...

    
convert

        
make_from_cil
 
({
SYSTEM_STRING
})

        
...

```

Az átalakítási eljárás előfordulása adja a hozzárendelést:
```
            
my_string
 
:=
 
my_system_string

```

szemantikailag egyenértékű:
```
            
create
 
my_string
.
make_from_cil
 
(
my_system_string
)

```

amelyben a my_string egy STRING_8 típusú új objektumként jön létre, amelynek tartalma megegyezik a my_system_string tartalmával.
A hozzárendelés kezelése eredeti forrás és cél felcserélve:
```
            
my_system_string
 
:=
 
my_string

```

a STRING_8 osztály tartalmaz egy to_cil konverziós lekérdezést is, amely a STRING_8 példányából egy System.String-et állít elő.
```
    
class
 
STRING_8

        
...

    
create

        
make_from_cil

        
...

    
convert

        
make_from_cil
 
({
SYSTEM_STRING
})

        
to_cil
:
 
{
SYSTEM_STRING
}

        
...

```

A feladat:
```
            
my_system_string
 
:=
 
my_string

```

ekvivalens lesz a következőkkel:
```
            
my_system_string
 
:=
 
my_string
.
to_cil

```

Az Eiffelben a típuskonverzió beállítása az osztálykódban szerepel, de ezután úgy tűnik, hogy ugyanolyan automatikusan történik, mint az explicit típuskonverzió az ügyfélkódban. Ez nem csak a hozzárendeléseket, hanem más típusú csatolásokat is magában foglal, például az argumentum (paraméter) helyettesítést.

### Rust
A Rust nem biztosít implicit típuskonverziót (kényszerítést) a primitív típusok között. De explicit típuskonverzió (casting) végezhető az as kulcsszó használatával.
```
let
 
x
 
=
 
1000
;

println!
(
"1000 as a u16 is: {}"
,
 
x
 
as
 
u16
);

```

## Type assertion
A statikus típusrendszerekben egy kapcsolódó fogalom az úgynevezett típuskérelem, amely arra utasítja a fordítót, hogy a kifejezést egy bizonyos típusnak megfelelően kezelje, figyelmen kívül hagyva a saját következtetését. A típuskérelem lehet biztonságos (futásidejű ellenőrzés történik) vagy nem biztonságos. A típuskérelem nem konvertálja az értéket egy adattípusból egy másikba.

### TypeScript
A TypeScriptben a típuskérelem az as kulcsszó használatával történik:
```
const
 
myCanvas
 
=
 
document
.
getElementById
(
"main_canvas"
)
 
as
 
HTMLCanvasElement
;

```

A fenti példában a document.getElementById úgy van deklarálva, hogy egy HTMLElement-et ad vissza, de tudod, hogy ebben az esetben mindig egy HTMLCanvasElement-et ad vissza, ami a HTMLElement altípusa. Ha ez nem így van, a HTMLCanvasElement viselkedésére támaszkodó későbbi kód nem fog megfelelően teljesíteni, mivel a Typescriptben nincs futásidejű ellenőrzés a típusmegállapításokra.
A Typescriptben nincs általános módja annak, hogy futásidőben ellenőrizzük, hogy egy érték egy bizonyos típushoz tartozik-e, mivel nincs futásidejű típustámogatás. Lehetséges azonban olyan felhasználó által definiált függvényt írni, amely megmondja a fordítónak, hogy egy érték egy bizonyos típusba tartozik-e vagy sem. Az ilyen függvényt type guardnak nevezzük, és az x is Type visszatérési típussal deklaráljuk, ahol x egy paraméter vagy this, a boolean helyett.
Ez lehetővé teszi, hogy a nem biztonságos típuskérelmek az ellenőrző függvényben legyenek, ahelyett, hogy a kódbázisban szétszóródnának.

### Go
A Go nyelvben egy típuskérelem használható arra, hogy egy konkrét típusértéket elérjünk egy interfészértékből. Ez egy biztonságos kérelem, amely pánikba esik (egy visszatérési érték esetén), vagy nulla értéket ad vissza (ha két visszatérési értéket használunk), ha az érték nem az adott konkrét típusba tartozik.
```
t
 
:=
 
i
.(
T
)

```

Ez a típuskérelem azt mondja a rendszernek, hogy i T típusú. Ha nem az, akkor pánikba esik.

## Implicit casting címkézetlen unióval
Sok programozási nyelv támogatja az union típusokat, amelyek többféle típusú értéket is tartalmazhatnak. A címkézetlen (untagged) union-t néhány laza típusellenőrzésű nyelv, például a C és a PL/I, de az eredeti Pascal is biztosítja. Ezek segítségével egy típus bitmintáját egy másik típus értékeként lehet értelmezni.

## Biztonsági kérdések
A hackelésben a typecasting a típuskonverzió visszaélésszerű használata egy változó adattípusának ideiglenes megváltoztatására az eredeti definíciótól eltérően. Ez lehetőséget biztosít a hackerek számára, mivel a típuskonverzió során, miután egy változót „tipizálnak”, hogy egy másik adattípussá váljon, a fordító ezt a feltört változót fogja az adott művelet új adattípusaként kezelni.

## Fordítás
- Ez a szócikk részben vagy egészben  a   Type conversion című angol Wikipédia-szócikk fordításán alapul.  Az eredeti cikk szerkesztőit annak laptörténete sorolja fel. Ez a jelzés csupán a megfogalmazás eredetét és a szerzői jogokat jelzi, nem szolgál a cikkben szereplő információk forrásmegjelöléseként.